# Trichanomala fimbriata
Trichanomala fimbriata är en skalbaggsart som beskrevs av Newman 1838. Trichanomala fimbriata ingår i släktet Trichanomala och familjen Rutelidae. Inga underarter finns listade i Catalogue of Life.